# 徳寧路

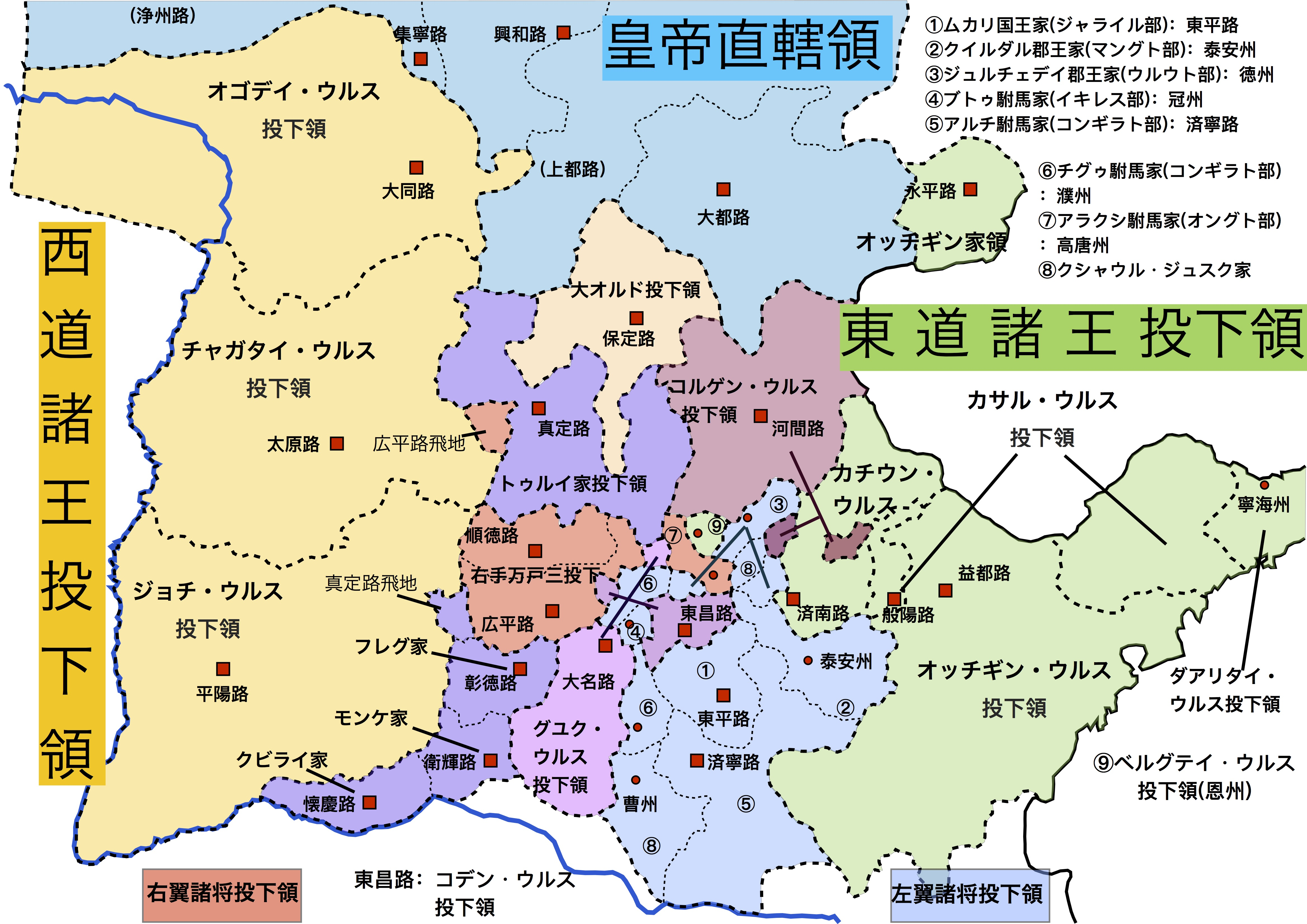
モンゴル時代の華北投下領。徳寧路は上部左方の浄州路に隣接していた。

徳寧路（とくねいろ）は、中国にかつて存在した路。モンゴル帝国および大元ウルスの時代に現在の内モンゴル自治区ウランチャブ市一帯に設置された。
旧名を静安路と言い、浄州路とともにオングト部族の領域下にあった。

## 歴史
『元史』巻58志10地理志1は徳寧路について具体的な記録を残しておらず、徳寧路の設置年代・位置などについては不明な点が多い。
『元史』本紀の断片的な記述によると、1305年（大徳9年）に「黒水新城」が「静安路」に昇格となり、1318年（延祐5年）に「静安路」は「徳寧路」という名に改称された。
1331年（至順2年）には「趙王（オングト部族長の帯びる王号）の食邑たる沙井・浄州路・徳寧路で飢饉が起こった」との記録があり、徳寧路は浄州路と同様にオングト部族の遊牧地であったと考えられている。
朱元璋による明朝の建国後、徳寧路に関する記録は見えなくなる。ただし、北元時代のアルクタイが晩年に拠点としたムナ山とチャガン・ノール地方はかつて徳寧路が置かれた一帯であったと推測されている。

## 管轄県
徳寧路には徳寧県のみが設置されていた。